# Olsza (Basse-Silésie)
Pour les articles homonymes, voir Olsza.
Olsza est un village polonais situé dans le voïvodie de basse-silésie, et plus précisément dans la commune de Milicz, composant la région administrative de Milicz.